# The Clash (Album)
The Clash ist das erste Studioalbum der englischen Punkband The Clash und wurde im April 1977 von CBS Records veröffentlicht. Neben den Alben Never Mind the Bollocks, Here’s the Sex Pistols der Sex Pistols und Ramones der gleichnamigen Band, ist es das wichtigste Album der Frühphase des Punk. In den Vereinigten Staaten brachte Epic Records das Album erst 1979 mit veränderter Titelliste auf den Markt.

## Pressereaktionen
New Musical Express (Großbritannien): „The Clash haben ein Album gemacht, das aus dem aufregendsten Rock ’n’ Roll besteht, den die zeitgenössische Musik zu bieten hat. (…) Sie erzählen besser als jede andere Band von unserem Leben und davon, wie es ist jung zu sein in den Miefigen Siebzigern, und sie tun es mit Stil, Glamour und Verve. The Clash haben es drauf. Ich empfehle Ihnen dringend, sich ein Exemplar dieses Albums zuzulegen.“
Melody Maker (Großbritannien): „Ich finde, dass genaueres Durchhören zu Kopfschmerzen führt, was an der unmelodischen Wiederholung von Akkorden in halsbrecherischem Tempo liegt. [Das Album] wird wahrscheinlich ein Leckerbissen sein für die ‚Blank Generation‘. Gott sei Dank bin ich ‚zu alt‘ um das gut finden zu müssen.“
Sounds (Großbritannien): „Wenn Sie 'The Clash' nicht mögen, dann mögen Sie auch keinen Rock ’n’ Roll. Wirklich, so einfach ist das. Punkt.“
ZigZag (Großbritannien): „Selbst wenn ihr es selber nicht kauft, hört es euch wenigstens an. Das ist eine der wichtigsten Platten, die jemals gemacht wurden.“
Rolling Stone (USA): „Diese Musik hat eine beißende Dringlichkeit, die noch nie jemand sonst hinbekommen hat: knapp, rauh, stürmisch und extrem, dabei aber immer – nur um Haaresbreite – kontrolliert.“
The Village Voice (USA): „Die britische Version von ‚The Clash‘ ist das großartigste Rock ’n’ Roll-Album, das jemals irgendwo fabriziert wurde, zumindest zu einem gewissen Grad, weil seine Unschuld irgendwie so stimmig ist: es hört nie auf einen anzuschnauzen, und ständig droht es einem um die Ohren zu fliegen. Ich bin immer noch sauer, dass das Original vor zwei Jahren hier nicht erschienen ist.“
Sounds (Deutschland): „Die Platte ist gut, die vierzehn Songs stecken voller musikalischer Ideen, es passieren ständig so kleine wichtige Sachen, die man oft erst beim zweiten oder dritten Hören entdeckt.“

## Heutige Rezeption
Das Erstlingswerk von The Clash gilt heute als Klassiker der Rockmusik und Meilenstein des Punk. Die Musikzeitschrift Rolling Stone führt The Clash auf Platz 81 der 500 besten Alben aller Zeiten. In der Liste der 500 besten Alben aller Zeiten des New Musical Express erreichte es Platz 61. The Guardian wählte das Debütalbum auf Platz 34 der 100 besten Alben, das Magazin Uncut auf Platz 26 der 200 besten Alben. In der Auswahl der 100 besten Alben der 1970er Jahre von Pitchfork Media belegt The Clash Platz 44. Das Album wurde in die 1001 Albums You Must Hear Before You Die aufgenommen.

## The Clash und Beteiligte über das Album
Joe Strummer (2000): „Komponiert haben wir im Studio nichts. Wir haben es einfach so rausgehauen.“
Mick Jones (1978): „Ich war dermaßen auf Speed, also, ich kann mich noch nicht mal dran erinnern, wie wir das erste Album gemacht haben.“
Mick Jones (2000): „Also, das erste Album mag ich tatsächlich am liebsten, ich mag allgemein die Art von Sound die es hat.“
Paul Simonon (1977): „Es klingt echt gut … um Längen besser als die [‚White Riot‘]-Single. Ich finde, wir haben unseren Livesound genau getroffen.“
Mickey Foote (Produzent) (2004): „Ich bin kein Toningenieur, ich habe nie behauptet einer zu sein. Das war gar nicht mein Job. Was war denn mein Job? Dafür zu sorgen, dass [das Album] klang wie wir es wollten, und nicht wie [CBS] es wollte.“
Simon Humphrey (Toningenieur) (1995): „[Foote] wurde die Produktion zugeschrieben, aber man kann wirklich nicht sagen, dass er dazu was beigetragen hat.“
Maurice Oberstein (Vorsitzender von CBS Records Ltd. Großbritannien) (1991): „Sie gingen einfach ins Studio ohne unseren A&R-Manager, mit einem Produzenten und Toningenieur unserer Wahl, und machten ein Album, das ihr eigenes Album war. Ich sah ein, dass unsere Verfahrensweise, ein gutes Album zu machen, nicht zwangsläufig ein gutes Punkalbum ergeben hätte.“

## Titelliste

### UK-Version
Alle Songs wurden von Mick Jones und Joe Strummer geschrieben, Ausnahmen sind gekennzeichnet.
1. Janie Jones – 2:09
2. Remote Control – 3:03
3. I’m So Bored With The USA – 2:25
4. White Riot – 1:57
5. Hate & War – 2:07
6. What’s My Name? (Jones, Levene, Strummer) – 1:42
7. Deny – 3:03
8. London’s Burning – 2:13
9. Career Opportunities – 1:54
10. Cheat – 2:06
11. Protex Blue – 1:47
12. Police and Thieves (Junior Murvin, Lee Perry) – 6:04
13. 48 Hours – 1:36
14. Garageland – 3:12

### US-Version
Die Titelliste der US-Version unterscheidet sich von der der UK-Version.
1. Clash City Rockers – 3:55
2. I’m So Bored With The USA – 2:24
3. Remote Control – 3:00
4. Complete Control – 3:14
5. White Riot – 1:57
6. (White Man) in Hammersmith Palais – 3:58
7. London’s Burning – 2:10
8. I Fought the Law (Sonny Curtis) – 2:40
9. Janie Jones – 2:00
10. Career Opportunities – 1:54
11. What’s My Name? (Jones, Levene, Strummer) – 1:40
12. Hate and War – 2:05
13. Police and Thieves (Murvin, Perry) – 5:58
14. Jail Guitar Doors – 3:05
15. Garageland – 3:12

Topper Headon spielte das Schlagzeug der Titel Clash City Rockers, Complete Control, (White Man) In Hammersmith Palais, I Fought the Law und Jail Guitar Doors.
The Clash produzierte den Track White Man In Hammersmith Palais. Die Tracks I Fought the Law wurde von der Band und Bill Price produziert. Lee Perry produzierte Complete Control.